# Grenchenbergtunnel
De Grenchenbergtunnel is een 8,5 km lange Zwitserse spoorwegtunnel waarvan de Münster-Lengnau-Bahn (afgekort MLB) voor de bouw en de exploitatie zorgde. De spoorweglijn loopt van Münster gelegen aan de Juralinie naar Lengnau gelegen aan de Jurafusslinie waardoor een snellere verbinding van Delémont naar Biel tot stand kwam. De treindienst op dit traject wordt uitgevoerd door treinen van de SBB.
De tunnel loopt onder de Graitery en de Grenchenberg in de Jurasüdfusskette en maakt een verbinding mogelijk van Grand Val bij Moutier en de Mittelland bij Grenchen.

## Geschiedenis
In het jaar 1877 werd de Juralinie van Bazel/Delle – Delémont – Moutier - Tavannes – Biel geopend waardoor een verbinding met de EST van Parijs en Bern mogelijk werd.
Tot voor de eerste wereld oorlog was de lange lijn niet aantrekkelijk voor een directe verbinding van uit Parijs. Het grootste deel van het vervoer werd door de PLM verzorgd over het traject Pontarlier - Vallorbe - Lausanne en Ambérieu - Genève naar de Simplontunnel en verder richting Italië.
Als na 1906 de bouw van de Lötschbergbahn door de Berner Alpenbahngesellschaft BLS begon vond men ook een oplossing voor het traject van Delle en Bazel naar Bern voor de bouw van een korte tunnel verbinding van Moutier naar Biel te bouwen.
In 1909 kreeg de Berner Alpenbahngesellschaft BLS de concessie voor de bouw en de expliotatie van de Münster-Lengnau-Bahn (MLB). Een verdrag tussen Frankrijk en Zwitserland maakte het mogelijk dat de EST een bijdrage van 10 miljoen frank aan de bouw van het 13 kilometer lange traject leverde.

## Bouw
Op 26 oktober 1911 werd het contract met de aannemer Société franco-suisse de construction du chemin de fer Moutier-Longeau, Prud'home, Rotpetz & Co ondertekend.
Op 6 november 1911 begonnen de bouwwerkzaamheden aan de zuidelijke tunnelingang bij Grenchen en op 7 november 1911 begonnen de bouwwerkzaamheden aan de noordelijke tunnelingang bij Moutier.
Aanvankelijk werd er op handkracht geboord en later met behulp van machines. In 1913 volden verdere uitbraak van de tunnel. In februari 1913 boorde men een waterader aan met een opbrengst van 250 lt./sec. In maart 1913 was de was de toevoer gegroeid tot 370 lt./sec. zodat de werkzaamheden onderbroken werden. Het dorp Grenchen had toen voldoende drinkwater.
Ook het uitbreken van de eerste wereld oorlog op 1 augustus 1914 had invloed op de bouwwerkzaamheden. Op 27 oktober 1914 volgde de doorbraak in de tunnel en op 1 oktober 1915 werd het gehele traject van de Münster-Lengnau-Bahn (MLB) geopend en in bedrijf genomen.

## Traject
De noordelijke tunnelingang bij Moutier ligt op 535 meter boven zeeniveau.
De zuidelijke tunnelingang bij Grenchen op 484 meter. De 8578 m lange tunnel is enkelsporig aangelegd. De tunnel is tot 55 meter voor de noordelijke tunnelingang waar een bocht is geheel recht en maakt van Moutier de eerste 4 kilometer een stijging van 2,5‰. Daarna volgt een daling van 13‰.
Zowel de tunnel met het onderhoud alsmede het treinbedrijf van de Münster-Lengnau-Bahn (MLB) behoort vanaf het begin tot de Berner Alpenbahngesellschaft BLS. Het treinverkeer wordt uitgevoerd door de SBB.
De tunnel bezat tot de elektrificatie in 1928 een systeem voor het beluchten.
Wegens het gevaar van kooloxide vergiftiging werd de tunnel kunstmatig belucht door twee elektrisch aangedreven ventilatoren met een doorsnee van 3,5 meter bij de zuidelijke tunnelingang. Deze ventilatoren waren in staat de tunnel in 50 minuten te verversen.

## Elektrische tractie
Het traject werd op 15 mei 1928 geëlektrificeerd met een spanning van 15.000 volt 16 2/3 Hz wisselstroom.